# Marvin Levy
Marvin Levy (* 16. November 1928 in New York City, New York; † 7. April 2025 in Los Angeles, Kalifornien) war ein US-amerikanischer Marketing- und PR-Spezialist, der lange für Steven Spielberg als Vermarkter gearbeitet hat.
Ende 2018 wurde ihm als erstem Vermarkter ein Ehrenoscar verliehen.

## Leben
Levy erhielt seinen Universitätsabschluss 1949 an der New York University und startete seine Karriere in New York City. Eigentlich in die Werbebranche gehen wollend, bekam er Arbeit bei einem Radiosender, für den er für eine Quizshow Fragen und Antworten zusammentrug. Bald darauf wurde er Redakteur für das frühe Talkshowformat Tex and Jinx. Aufgrund von Mittelstreichungen wurde er zwar entlassen, bekam aber ein Empfehlungsschreiben, mit dem er sich erfolgreich beim New Yorker Büro von Metro-Goldwyn-Mayer in der Abteilung für "advertising, publicity and exploitation" ("Werbung, Öffentlichkeitsarbeit und Nutzbarmachung/Verwertung", siehe auch Exploitationfilm) bewarb. Er bekam die Aufgabe, Filme des Studios im Bereich New York zu bewerben und Promotionskampagnen mit Stars örtlich durchzuführen, darunter die Oscar-prämierten Filme Ben Hur und Gigi.
Im Jahr 1962 wechselte Marvin Levy aufgrund der Flaute in Hollywood zur PR-Firma Blowitz, Thomas and Canton (BTC), einer der wichtigsten PR-Anlaufstellen außerhalb des Hollywood-Studiosystems. BTC zerbrach 1974; Levy wechselte zu Cinerama und zog bald an die Westküste. Wegen einer Firmenfusion mit American International Pictures, die das Filmmarketing selbst betrieben, und des damit einhergehenden drohenden Jobverlusts wechselte Levy, der nun an der Westküste bleiben wollte, 1975 bereits zu Columbia Pictures. Mit der Vermarktung großer Filme wie Taxi Driver (1976), Die Tiefe (1977) und Kramer gegen Kramer (1979) arbeitete er sich rasch in der Hierarchie hoch. Eine der Produktionen, die er in der Zeit vermarktete, war Unheimliche Begegnung der dritten Art (1977), der erste Film von Steven Spielberg nach dessen Durchbruchserfolg Der weiße Hai.
Steven Spielberg und Marvin Levy verstanden sich so gut, dass Spielberg sich in den darauffolgenden Jahren mehr und mehr auf den Rat von Levy verließ. Der 18 Jahre ältere Levy wurde zu einer Vaterfigur für Spielberg. 1982, Spielberg war auf dem Zenit in Hollywood, wechselte Levy zu Spielbergs eigener Produktionsfirma Amblin Entertainment, um diesen ausschließlich zu vertreten. Er leitete bei Amblin Marketing und Öffentlichkeitsarbeit für zwölf Jahre. Als Spielberg 1994 zusammen mit Jeffrey Katzenberg und David Geffen DreamWorks gründeten, wechselte Levy dorthin.
Zu den Oscar-prämierten Filmen, für deren Vermarktung Levy hauptsächlich verantwortlich zeichnete, gehören Schindlers Liste, American Beauty, Gladiator, Der Soldat James Ryan, A Beautiful Mind – Genie und Wahnsinn, München, Gefährten, Lincoln, Bridge of Spies – Der Unterhändler, Die Verlegerin, Jurassic Park und Zurück in die Zukunft.
Im Jahr 1994 wurde Levy mit dem Les-Mason-Preis ausgezeichnet, der höchsten Ehrung der Local 600 International Cinematographers Guild (Filmvermarkter-Vereinigung). Am 18. November 2018 wurde er mit dem Ehrenoscar (offiziell Governors Award) ausgezeichnet.
2024 ging er im Alter von 95 Jahren in den Ruhestand, er starb im April 2025 im Alter von 96 Jahren. Levy war seit dem 25. Mai 1952 verheiratet. Aus der Verbindung gingen zwei Söhne hervor.